# Raghad Huseín
Raghad Huseín (Bagdad, Irak; 2 de septiembre de 1968) es la tercera hija del ex presidente de Irak, Sadam Huseín y su esposa Sajida Talfah. Sus hermanos mayores fueron Uday Huseín y Kusay Huseín y sus hermanas menores Rana Huseín y Hala Huseín. 
Raghad Huseín nació el 2 de septiembre de 1968 en Bagdad, Irak. Se casó en 1983 con Hussein Kamel al-Majid, un desertor iraquí de alto perfil que compartió secretos de armas con la Comisión especial de las Naciones Unidas, la CIA y el MI6. Al-Majid fue asesinado, junto con su hermano, por miembros del clan, que los declararon traidores. Al parecer, Sadam Huseín había dejado claro que, aunque había indultado tanto a al-Majid como a su hermano, perderían todo su estatus y no recibirían ninguna protección. La hermana de Huseín, Rana Huseín, estaba casada con el hermano de al-Majid, Saddam Kamel, quien sufrió la misma suerte.
Raghad Huseín tuvo cinco hijos con al-Majid: tres hijos, Ali, Sadam y Wahej; y dos hijas, Haris y Banan.
En 2003, ella y muchos prominentes baathistas iraquíes huyeron hacia Jordania, donde el rey Abdullah II les dio protección personal.
El 2 de julio de 2006, el gobierno de Irak nacional asesor de seguridad Muwaffaq al Rubaie declaró que Huseín y su madre Sajida Talfah eran buscados porque apoyaban la insurgencia en Irak, es decir, para la financiación de los movimientos terroristas y el apoyo a los grupos militantes que luchan para derrocar el gobierno iraquí. El primer ministro jordano, Marouf al-Bakhit, hizo una declaración de que "Raghad estaba bajo la protección de la familia real" y "La presencia de la Sra. Raghad Sadam Huseín y sus hijos en Jordania está motivada por consideraciones humanitarias. El invitado de los Hashemitas, familia real (del rey Abdullah II), y bajo su protección como solicitante de asilo de acuerdo con la tradición árabe ". Sin embargo, su ubicación exacta no ha sido revelada.
El 30 de diciembre de 2006, Sadam Huseín fue ejecutado en Irak. Antes de la ejecución, Raghad Huseín pidió que el cuerpo de su padre fuera enterrado temporalmente en Yemen, hasta que las fuerzas de la coalición sean expulsadas de Irak.
En agosto de 2007, la agencia internacional de policía Interpol anunció que había distribuido una orden de arresto para Huseín, bajo sospecha de que ella y sus ayudantes habían estado ayudando a la insurgencia en Irak. Estas sospechas se reflejaron en un artículo de agosto de 2014 en Spiegel Online, que proponía el título "La madrina del terror". El artículo informa que, mientras vive en la opulencia de Jordania, la fortuna de Huseín en millones de dos dígitos se utiliza para apoyar al Estado Islámico de Irak y al Levante (ISIL), con el objetivo final de volver al poder vengador en Bagdad. A principios de junio, Fox News Channel había citado tal intención expresada por Huseín en una entrevista que ella había dado.
Huseín figura en la lista de personas más buscadas de Irak, junto con otras 59 personas. También presenta a 28 combatientes del EIIL, 12 de Al-Qaeda y 20 del partido Baath, que dan detalles de los roles que desempeñan en sus organizaciones, los delitos de los que son sospechosos y, en la mayoría de los casos, las fotografías.